# Perforazione del setto nasale
La perforazione del setto nasale è una lesione di continuo a tutto spessore del setto nasale.

## Eziologia
La perforazione del setto nasale riconosce diverse cause:
- Tossiche, in individui che assumono cronicamente cocaina (azione vasocostrittiva con lesione trofica della mucosa e delle strutture che compongono il setto nasale).
- Professionali, per esposizione all'arsenico, alla soda caustica, al mercurio, al cromo, all'acido idrofluoridrico, al vanadio, al fosforo, all'acido cloridrico, alla polvere di cemento.
- Traumatiche, in seguito ad interventi chirurgici (settoplastica per deviazione del setto nasale, a traumi digitali o alle ripetute cauterizzazioni del locus Valsalvae per la terapia dell'epistassi.
- Infettive, in seguito a tubercolosi o sifilide.
- Granulomatose, per la presenza di granuloma gangraenescens.
- Neoplastiche, in seguito allo sviluppo di neoplasie maligne erosive o ulcerate.
- Idiopatiche, in cui non è possibile identificare la causa. In questi casi è spesso possibile riscontrare un'anamnesi positiva per rinopatia atrofica semplice.

## Anatomia patologica
Nei casi in cui la perforazione sia idiopatica o attribuibile a cause professionali, traumatiche o tossiche, la lesione è di solito rotondeggiante, di vario diametro e con margini netti e non granuleggianti. Nei casi di natura infettiva è caratteristica la presenza di mucosa eritematosa interposta a lesioni con fondo sanioso di forma irregolare e spesso perforate.

## Profilo clinico
La lesione solitamente è asintomatica. Il corredo sintomatologico è variabile a seconda dell'agente eziologico; in corso di infezione è possibile riscontrare rinorrea siero-mucosa o francamente purulenta.

## Profilo diagnostico
La rinoscopia è un'indagine sufficiente a valutare l'estensione e la gravità della perforazione.

## Terapia
Essendo asintomatica, la terapia si basa soprattutto sull'ostacolo della progressione della lesione e sul favorire la riparazione delle piccole perforazioni. Nelle forme infettive si rende necessario l'attuazione di uno schema antibiotico preciso. L'intervento chirurgico, con chiusura della perforazione mediante lembi mucosi prelevati dal setto sano o dal labbro superiore, ha risultati non costanti in relazione con il disordine trofico della mucosa settale. L'utilizzo di pomate emollienti facilita il distacco delle croste nelle perforazioni di origine traumatica.